# Olmezartán
Az olmezartán (INN: olmesartan, készítmények: Benicar®, Olmetec®) az angiotenzin II receptor antagonista gyógyszerek közé tartozik, és a magas vérnyomás kezelésére használják. A Daiichi Sankyo, Ltd. cég forgalmazza.
Az olmezartán az angiotension II hormon kötődését gátolja az AT1 receptoron az ér simaizomban; független tehát az angiotension II bioszintetikus útvonalától, ahol az ACE gátlók hatnak.

## Mellékhatások
- Szédülés
- Fejfájás
- Hasmenés
- Felső légúti fertőzés